# Marius Corbu
Marius Dumitru Corbu (Magyarcsügés, 2002. május 7. –) román utánpótlás-válogatott labdarúgó, középpályás, a ciprusi APÓÉL játékosa.

## Pályafutása

### Klubcsapatokban
2019 szeptemberében, a Csíkszereda csapatában játszott először a felnőttek között.

#### Puskás Akadémia
2020-ban leigazolta a Puskás Akadémia együttese, ahol először a második csapatban kapott lehetőséget. 2020 augusztusában mutatkozhatott be az elsőosztályban az Újpest elleni 3-2-es hazai győzelem alkalmával.
2022. augusztus 7-én az Újpest FC elleni bajnoki mérkőzésen (2–0) két gólt szerzett.

### A válogatottban
Többszörös utánpótlás-válogatott, 2021 szeptemberében mutatkozott be a Portugál U20-as válogatott ellen.

## Származása, családja
A Keleti-Kárpátok bércei között fekvő Magyarcsügésről származik, itt élt 5. osztályos koráig. Székely-csángó, római katolikus családból származik. A neve (Corbu) magyarul hollót jelent. Nagyapjával magyarul beszél, magyar és román állampolgár. A csíkszeredai  Octavian Goga Gimnáziumban tanult.

## Sikerei, díjai
Puskás Akadémia
- Magyar labdarúgó-bajnokság ezüstérmes: 2020–21
- Magyar labdarúgó-bajnokság bronzérmes: 2021–22